# Janice (Neder-Silezië)
Janice is een plaats in het Poolse district  Lwówecki, woiwodschap Neder-Silezië. De plaats maakt deel uit van de gemeente Lubomierz en telt 92 inwoners.